# Antony McDonald
Antony McDonald (geboren am 11. September 1950) ist ein britischer Bühnendesigner, Ausstatter und Regisseur, der 2004 den Titel Royal Designer for Industry (RDI) verliehen bekam.

## Leben und Wirken
McDonald besuchte die Monkton Combe School in Bath, danach die Central School of Speech and Drama in London und dann die Manchester School of Theatre. Des Weiteren studierte er an der University of Manchester und absolvierte den Motley Theatre Design Course.
McDonald begann in den 1980er Jahren seine Arbeit als Designer beim Tanz und am Theater. Ab Anfang der 1990er Jahre wurde er auch als Regisseur im Bereich Tanz, Theater und auch Oper tätig. Er arbeitete unter anderen mit Ashley Page (Tanz), Richard Jones und Tim Albery zusammen.

## Produktionen (Auswahl)

### Tanzproduktionen
- 1982: Dances from the Kingdom of Pagodas (Königlich-Dänisches Ballett)
- 1986: Mercure (Rambert Dance Company)
- 1987: Weighing the Heart (Second Stride) – Die Produktion wurde 1988 für den Laurence Olivier Award nominiert
- 1989: Heaven Ablaze (Second Stride) – Wurde von der BBC gefilmt, der Film gewann den ersten Preis des International Opera Screen Festivals in Helsinki 1991
- 1993: Escape at Sea (Secon Stride) – McDonald führte bei dieser Produktion auch die Regie
- 1994: Fearful Symmetries (Royal Ballet) – die Produktion erhielt 1995 zwei Laurence Olivier Awards
- 2002: Manoeuvre (English National Ballet)
- 2005: Cinderella (Scottish Ballet)
- 2009: Carmen (Scottish Ballet)
- 2014: Ein Reigen (Wiener Staatsballett)

### Theaterproduktionen
- 1982: Insignificance (Royal Court Theatre)
- 1987: Les Liaisons Dangereuses (Gate Theatre)
- 1987: Streetcar Named Desire (Crucible Theatre)
- 1988: Hamlet (Royal Shakespeare Company)
- 1989: As you like it (Old Vic Theatre)
- 1990: Berenice (Royal National Theatre)
- 1991: Hamlet (American Repertory Theater)
- 2003: Private Lives (Citizen’s Theatre)
- 2015: Bakkhai (Almeida Theatre)

### Opern-Produktionen
- 1983: The Turn of the Screw (Batigniano Festival)
- 1983: Daughter of the Regiment (Belfast Opera)
- 1985: The Midsummer Marriage (Opera North)
- 1989: Les Troyens (Oper Nizza)
- 1992: The Marriage of Figaro (Sydney Opera House)
- 1993: Orlando (Festival d’Aix-en-Provence)
- 1994: Francesca di Rimini (Bregenzer Festspiele)
- 1995: Nabucco (Welsh National Opera)
- 1996: Ariadne auf Naxos (Bayerische Staatsoper)
- 1996: A Midsummers Night’s Dream (Metropolitan Opera)
- 1997: Jenůfa (Nederlandse Opera)
- 1998: Beatrice and Benedict (Santa Fe Opera)
- 2004: Pelléas et Mélisande (Münchner Opernfestspiele)
- 2005: Manon Lescaut (Wiener Staatsoper)
- 2006: Giulietta (Opéra Bastille)
- 2007: The Magic Flute (Hyogo Performing Arts Center), Japan
- 2018: La finta giardiniera (Teatro alla Scala), Mailand

## Auszeichnungen (Auswahl)
- 1991 Golden Triga für Hamlet, Royal Shakespeare Production 1989
- 2003 Golden Triga für Un ballo in maschera, Bregenzer Festspiele
- 2014 Goldene Maske für L’enfant et les sortilèges, Bolschoi-Theater
- 2019 Laurence Olivier Award für Káťa Kabanová, Royal Opera House